# والتر وولف (سيجارة)
والتر وولف هي علامة سجائر كرواتية. و يعود ملكيتها و تصنيعها إلى تفورنيكا دوهانا روفينج [الإنجليزية] .

## تاريخ
بدأت العلامة التجارية في تسعينيات القرن الماضي خلال الحروب اليوغوسلافية . ومع حركة اللاجئين إلى أوروبا الوسطى ، تم طرح العلامة في السوق.

## تصميم العبوة
ظهر تصميم الشعار على شكل حرف W باللون الأحمر مع نقوش بارزة جاء تصميمها على شكل ذئب، في سبعينيات القرن الماضي في سويسرا .  منذ العقد الأول من القرن الحادي والعشرين فصاعدًا، أصبح التصميم خاضعًا لحماية حقوق الملكية الفكرية. 
يأتي تصميم العبوة باللون الأزرق الداكن مع حروف ذهبية وعبارة "Walter Wolf" . بقي التصميم دون أي تغيير حتى عام ٢٠١٢، عندما أصبح من الضروري أن يكون هنالك تنوع في اسم العلامة التجارية لأسباب تجارية. 
كما و تحمل السجائر اسم رجل الأعمال النمساوي والتر وولف. و تم استخدام الشعار أيضًا في العطور و فريق سباقات الفورمولا 1 والتر وولف ريسينغ ، . 

## رعاية

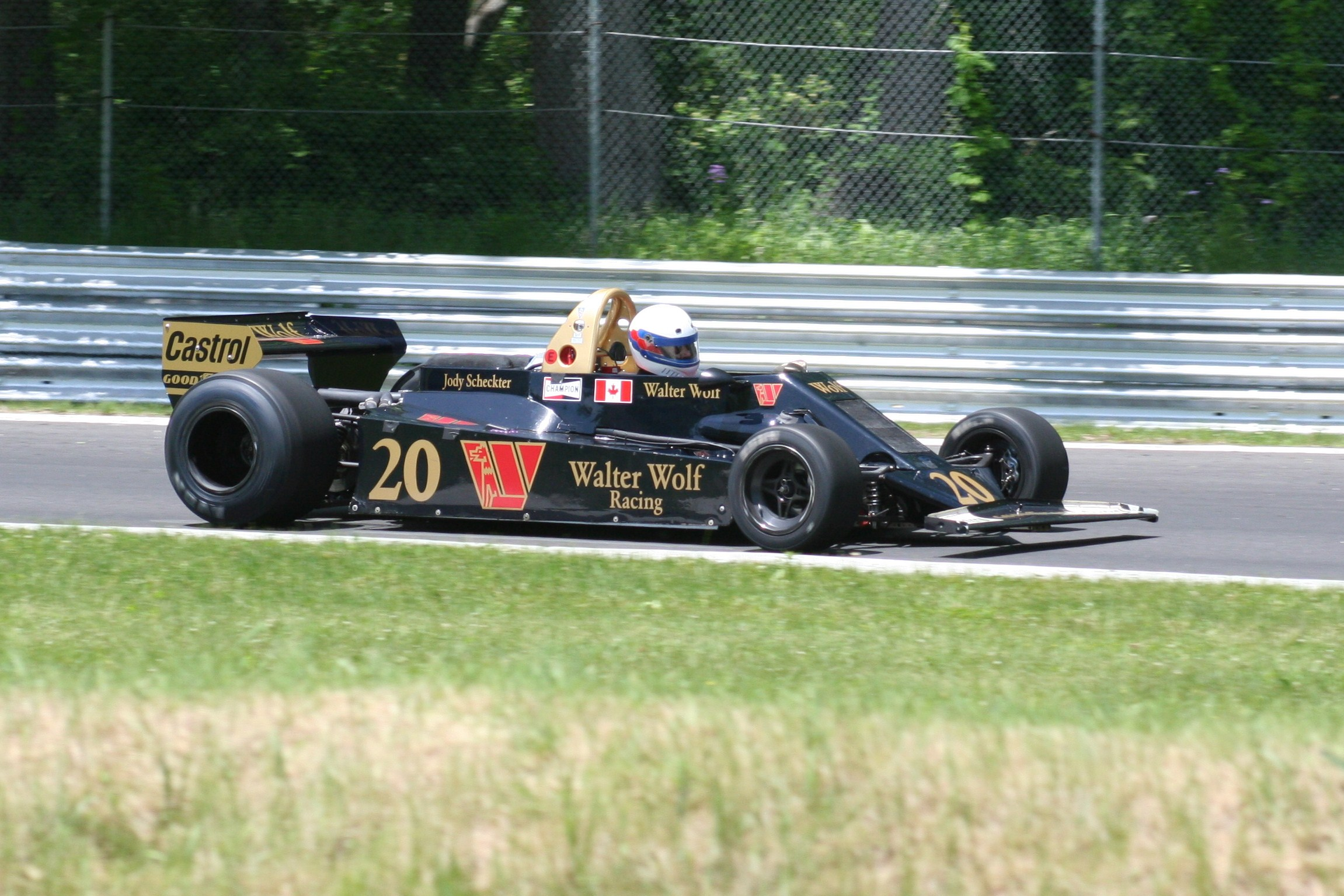
يتم قيادة سيارة وولف دبليو آر٦ لجودي شيكتر في سباق الجائزة الكبرى التاريخي في لايم روك بارك في مايو ٢٠٠٩.

### فورمولا 1
حَملت العلامة التجارية هي الراعي الرئيسي لفريق الفورمولا 1 الذي يحمل الاسم ذاته، والتر وولف ريسينغ ، منذ ظهوره لأول مرة في عام ١٩٧٧ حتى رحيله في عام ١٩٧٩ .

## الأسواق
كانت سجائر والتر وولف تُباع أو لا تزال تُباع في البلدان التالية: النمسا، سلوفينيا، كرواتيا ، البوسنة والهرسك، صربيا، و بلغاريا .   

## أنظر أيضا
- تدخين التبغ
- درينا (سيجارة)
- إليتا (سيجارة)
- فلتر 57 (سيجارة)
- جادران (سيجارة)
- لايكا (سيجارة)
- لوفسين (سيجارة)
- مورافا (سيجارة)
- شريك (سيجارة)
- سمارت (سيجارة)
- الوقت (السيجارة)
- سوبراني
- جين لينغ
- إل دي (سيجارة)